# 水橋郵便局
水橋郵便局（みずはしゆうびんきょく）
- 富山県富山市にある郵便局。本記事にて記述する。
- 栃木県芳賀郡芳賀町にある郵便局。局番号は07123。

水橋郵便局（みずはしゆうびんきょく）は富山県富山市にある郵便局。民営化前の分類では集配普通郵便局であった。

## 概要
民営化直前の集配業務再編において、多くの集配普通郵便局は統括センターとなったが、当局は配達センターとされたため、民営化後も郵便事業株式会社の支店は併設されず、集配センターが併設された。

### 分室
分室はなし。過去に存在した分室は以下のとおり。
- 保険分室 - 廃止年月日不詳。簡易生命保険および郵便年金事務のみ取扱。

## 沿革
- 1874年（明治7年）

辻ヶ堂時代の局舎（1966年（昭和41年））

  - 1月15日 - 水橋郵便取扱所として開設される[1][2][3]。
  - 7月 - 水橋郵便役所と改称する[4]。
- 1875年（明治8年）1月1日 - 水橋郵便局（五等）となる[2]。
- 1881年（明治14年）
  - 7月 - 四等郵便局に昇格する[2]。
  - この年、東水橋町大町より同町西天神町に移転する[4]。
- 1882年（明治15年）7月16日 - 為替及び貯金の取扱を開始する[5][6]。
- 1896年（明治29年）7月1日 - 小包郵便の取扱を開始する[7]。
- 1897年（明治30年）3月11日 - 水橋郵便電信局（三等）となる[8][9]。
- 1903年（明治36年）4月1日 - 通信官署官制の施行に伴い水橋郵便局（三等）となる[2]。
- 1906年（明治39年） - 東水橋町西天神町より同町辻ヶ堂に移転する[4]。
- 1907年（明治40年）12月21日 - 電話通話事務を開始する[5][10]。
- 1910年（明治43年）
  - 8月6日 - 特設電話加入の申込受理を開始する[11]。ただし電話交換開始時期は未定[11]。
  - 10月21日 - 電話交換事務を開始する[12]。
- 1916年（大正5年）5月31日 - モールス印字機を音響機に取替える[13]。
- 1933年（昭和8年）11月10日 - 局舎を新築する[4]。
- 1950年（昭和25年）11月16日 - 中新川郡東水橋町に保険分室を設置する[14]。
- 1952年（昭和27年）6月21日 - 保険分室の拡張工事が完了し、新局舎（郵政図書館併設）にて業務を開始する[15]。
- 1958年（昭和33年）
  - 6月1日 - 下条簡易郵便局において簡易生命保険及び郵便年金の取扱を廃止し、その業務を承継する[16]。
  - 12月7日 - 新局舎の落成式を挙行する[17]。電話交換方式を小型複式に改める[18]。
- 1962年（昭和37年）
  - 6月1日 - 国際電報受付配達業務を、富山電報電話局に移管する[19]。
  - 8月1日 - 国内欧文電報受付配達業務を、富山電報電話局に移管する[20]。
- 1966年（昭和41年）
  - 4月23日 - 電話交換および和文電報配達業務を、水橋電報電話局に移管する[21]。また、昭和33年郵政省告示第989号に水橋郵便局を加え、電信為替の一部を水橋電報電話局に委託する[22]。
- 1971年（昭和46年）12月17日 - 水橋電報電話局を廃止し[23][24]、昭和33年郵政省告示第989号より水橋郵便局及び水橋電報電話局を削除する[25]。
- 1988年（昭和63年）2月15日 - 富山市水橋辻ヶ堂から、同市水橋畠等に局舎を移転する[26]。
- 1990年（平成2年）4月2日 - 特定郵便局から普通郵便局に局種別を改定する[27]。
- 1995年（平成7年）12月1日 - 富山市水橋市江にミューズ内出張所（郵便貯金自動預払機）を設置する[28]。
- 2000年（平成12年）8月14日 - 外国通貨の両替および旅行小切手の売買に関する業務取扱を開始する[29]。
- 2007年（平成19年）10月1日 - 民営化に伴い、併設された郵便事業富山支店水橋集配センターに一部業務を移管。
- 2011年（平成23年）9月20日 - 併設の水橋集配センターが郵便事業富山支店の移転改称に伴い、郵便事業富山西支店の所属となる。
- 2012年（平成24年）10月1日 - 日本郵便株式会社発足に伴い、郵便事業富山西支店水橋集配センターを水橋郵便局に統合。
- 2022年（令和4年）5月20日 - 精米所を開設する[30][31]。

## 取扱内容
- 郵便、印紙、ゆうパック、内容証明
- 貯金、為替、振替、振込、国際送金、外貨両替、国債、投資信託
- 生命保険、バイク自賠責保険、自動車保険
- ゆうちょ銀行ATM
- 富山市内の一部地域の集配業務

## 風景印
- 表記は『水橋』
- 図案は『立山連峰』・『白岩川河畔』・重要文化財『薬研』
- 使用開始日は1990年（平成2年）4月2日

### 過去の風景印
- 1981年（昭和56年）7月15日 - 1990年（平成2年）4月1日
  - 表記は『富山水橋』
  - 図案は『立山連峰』・『白岩川河畔』・重要文化財『薬研』

## 周辺
- 富山市立図書館水橋分館
- 富山市立水橋中学校
- 富山市立水橋西部小学校
- 富山市立水橋中部小学校
- 白岩川
- かね七
- 大協薬品工業

## アクセス
- あいの風とやま鉄道線 水橋駅から北へ約1.1km（徒歩約12分）
- 富山地鉄バス 水橋支所停留所下車
- 北陸自動車道 滑川ICから西へ約8.5km
- 駐車場あり：9台